# Allantinae

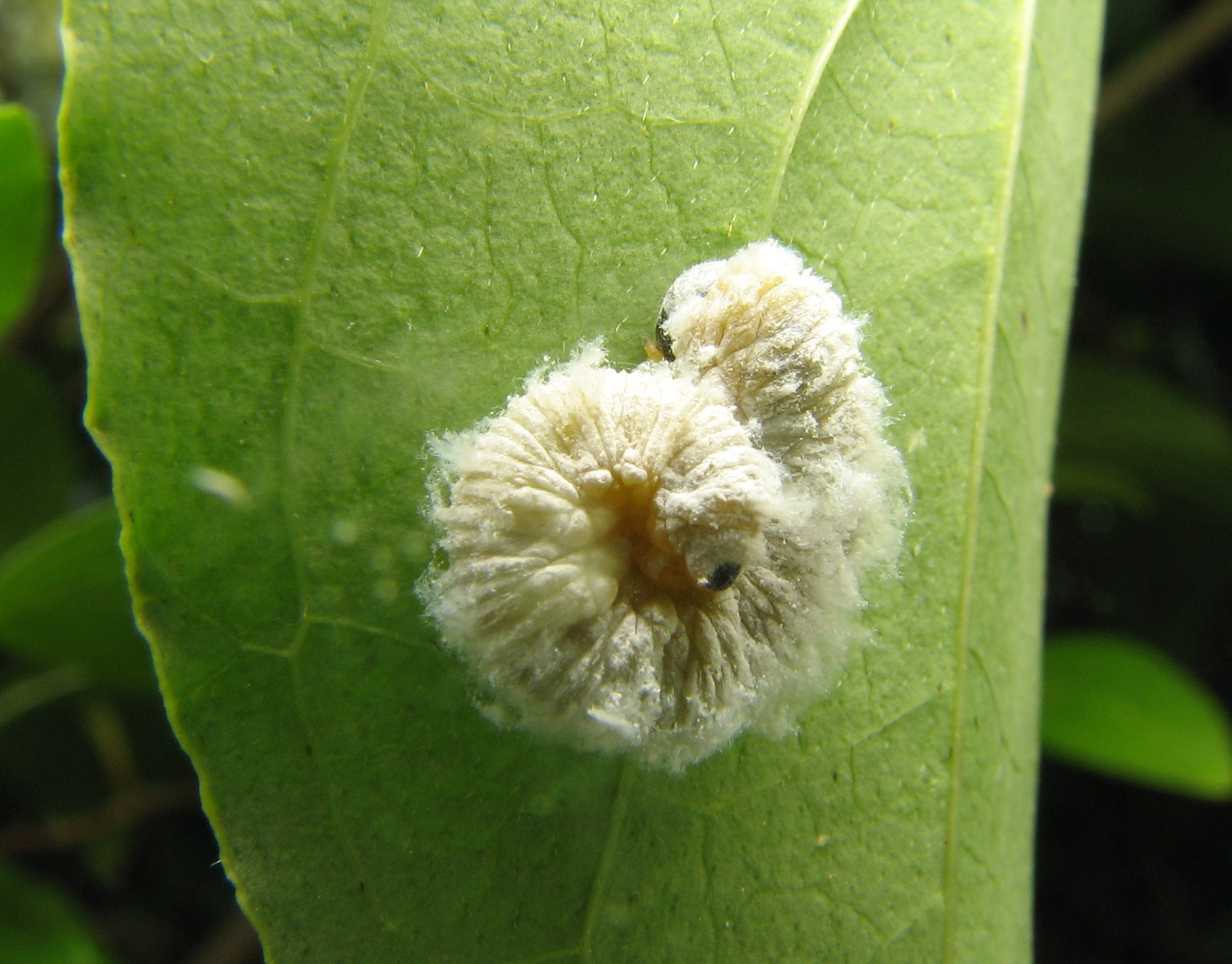
Macremphytus testaceus (Allantini) larva en Cornus sp.

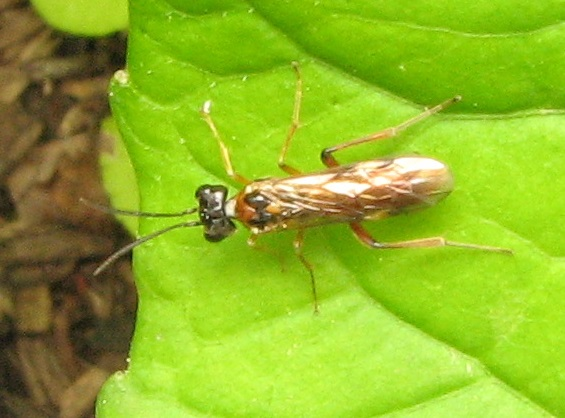
Taxonus pallipes (Allantini)

Allantinae es una subfamilia de moscas sierras o avispas sierras de la familia Tenthredinidae, es la subfamilia más grande con alrededor de 850 especies en 110 géneros. Cuenta con cinco o seis tribus. Son de tamaño mediano a grande.

## Importancia económica
Las plantas huéspedes son frutillas, grosellas (Rubus), rosas, violetas, Cornus y Lythraceae. Las larvas a menudo empupan dentro de los frutos o madera.
Monostegia abdominalis tiene larvas que se alimentan de Primulaceae; ha sido introducida en Canadá desde 1965 donde se ha convertido en una plaga de Lysimachia terrestris.

## Taxonomía
Tribus (género tipo) ejemplos de algunos géneros;
- Adamasini
  - (Adamas Malaise, 1945)
- Allantini Rohwer, 1911
  - (Allantus Panzer 1801) Emphytopsis Wie & Nie, 1998
- Athaliini
- Caliroini Benson, 1938
  - (Caliroa Costa, 1859)
- Empriini Rohwer, 1911
  - (Empria  Lepeletier & Serville 1828) Monostegia Costa, 1859
- Eriocampini Rohwer, 1911
  - (Eriocampa Hartig 1837)